# アクチェント
アクチェント（Akcent）は、ルーマニアの音楽グループ。現在はアドリアン・シナ (Adiran Claudiu Sina)一人のソロ・プロジェクトとなっている。
主に楽曲「That's My Name」、「My Passion」、「Kylie」が知られている。

## 来歴
1999年、22歳のDJであったアドリアンによってアクチェントは結成された。当初はグループではなくデュオでありガールフレンドの歌手Ramona Bartaがメンバーだった。2000年、Ramona Bartaがアメリカ合衆国へ向け旅立ったことからアクチェントは大幅にリニューアルされることとなった。新たにSorin Brotnei、 Mihai Gruia、Marius Nedelcuの3人が加わりデュオからグループへと変わった。
2002年1月10日、ルーマニアで、シングル「Ti-am promis」を含むルーマニア語のデビューアルバム『In culori』がリリースされ、
ルーマニア国内でヒットしている。
2005年、アルバム『SOS』がリリースされ、シングル曲「Buchet de trandafiri」と「Azi plang numai eu」はイタリアのDJであるジジ・ダゴスティーノ（Gigi D'Agostino）がリミックスした。
2006年8月23日、ヨーロッパにおいて英語版のデビューアルバム『French Kiss with Kylie』がリリースされた。同アルバムからシングルカットされた楽曲の「Kylie」は大陸ヨーロッパ圏、旧ソ連圏の諸外国を中心にヒット、「Kylie」はアクチェントにとって最初の国際的なヒット曲となった。同時期にアクチェントとして初めてとなる国際ツアーを行い、アメリカ合衆国ニューヨークでもパフォーマンスした。「Kylie」は、アメリカ合衆国のビルボードホット・ダンス・シングルス・セールスのチャートに載った。同アルバムからはシングル曲「Jokero」、「French Kiss」もシングルカットされた。シングル曲「French Kiss」は、ルーマニアの歌手であるStela Enacheのシングル曲「Extemporal la dirigentie」のカバーである。
2007年、アルバム『King of Disco』がリリースされた。
2008年4月、Marius Nedelcuがバンドを脱退、ソロ活動を開始。Mariusが去った後の2008年5月、ルーマニアの音楽グループBlissの元メンバーであるCorneliu Uliciがグループに加わった。
2008年、ルーマニアのDJであるエドワード・マヤは、アクツェントのルーマニア語版のアルバム『Fara Lacrimi』、英語版としてはセカンドアルバムである『True Believers』をプロデュースした。シングルカットされた「Stay With Me」、「That's My Name」、「Lover's Cry」は、エドワード・マヤがテコ入れしたことによりその音響の影響を強く受けている。2009年、ルーマニア語版のアルバム『Fara Lacrimi』、英語版『True Believers』はリリースされた。同アルバムからシングル・カットされた2曲である「Stay With Me」、「That's My Name」は、大陸ヨーロッパ、旧ソ連圏、中東、南アジアでヒットするなど数多くの国々の音楽チャートに登場した。
2009年9月に、メンバーだったCorneliu Uliciは演技の世界へ入るためバンドを脱退した。
2010年、アクツェントは、インドの大都市であるデリーでパフォーマンスを披露した。2010年には2枚のシングル曲「My Passion」、「Love Stoned」 をリリース、同シングル曲は中東、南アジアでその人気を得ている。
2013年にその他のメンバーも脱退、アドリアン一人のソロ・プロジェクトとなった。
2013年9月時点でアドリアンはルーマニアの音楽チャートに最もチャートインした男性アーティストである、全体でもマドンナとリアーナに次ぐ。
2016年にはソロ・プロジェクトになってから初のアルバム『Love the Show』を発表。

## ディスコグラフィ

### アルバム
- Senzația (2000)
- În culori (2002)
- 100 BPM (2003)
- Poveste de viață (2004)
- S.O.S. (2005)
- French Kiss with Kylie (2006)
- King of Disco (2007)
- Fara Lacrimi (2009)
- True Believers (2009)
- Love the Show (2016)

### ベスト・アルバム
- Akcent 20 (2019)
- The Greatest Hits of Akcent (2021)

### シングル
- Kylie (2005)
- Jokero (2005)
- French Kiss (2005)
- Phone Sex (2006)
- King of Disco (2007)
- Let's Talk About It (2007)
- Umbrela Ta (2008)
- Stay With Me (2008)
- On And On (2008)
- That's My Name (2009)
- Next To Me (2009)
- Love Stoned (2010)
- Spanish Lover (feat. Dollarman) (2010)
- My Passion (2010)
- Feelings On Fire (feat. Ruxanda Bar) (2011)
- I'm Sorry  (2011)
- Back to Me (2012)
- Chimie între noi (2012)
- Arde ceva 	(2013)
- Boracay (featuring Sandra N.) (2013)
- Lacrimi curg (2013)
- Kamelia (featuring Lidia Buble and DDY Tunes) 	(2014)
- Faina (2014)
- Dilemma (2015)
- Te Quiero (2015)
- Amor Gitana (featuring Sandra N.) (2015)
- Push (featuring Amira) (2016)
- Lost in Love (2020)
- You Don't Know My Love (2021)
- Heart Attack (with Olivia Addams) (2021)
- Miracle of Love (2024)